# Die kleine und die große Liebe
Die kleine und die große Liebe ist ein Liebesfilm des ungarischen Regisseurs Josef von Báky aus dem Jahr 1938. In der Hauptrolle verkörpert Jenny Jugo die Stewardess Erika Berghoff.

## Handlung
Die Stewardess Erika Berghoff verbringt bei einer Zwischenlandung in Zürich etwas Zeit mit dem Passagier Dr. Bordam. Bereits auf dem Flug war er ihr sympathisch, doch nun hat sie sich in ihn verliebt. Was sie nicht weiß ist, dass Bordam in Wirklichkeit ein Prinz ist, der anonym reist und bereits mit Prinzessin Irina verlobt ist. Als er jedoch im weiteren Verlauf der Handlung erfährt, dass Erika erkrankt ist, lässt er alles stehen und liegen, um sie umgehend zu besuchen. In seiner Anwesenheit geht es ihr besser und beide verbringen eine wundervolle, harmonische Zeit in Italien. Aus ihrer anfangs kleinen Liebe wird nun eine große Liebe.
Als Erika jedoch erfährt, wer Bordum wirklich ist und dass er bereits verlobt ist, lässt sie alle Gedanken an ihn fallen und möchte nichts mehr mit ihm zu tun haben. Er jedoch hat sich auch in Erika verliebt und lässt nun seinerseits seine Vergangenheit hinter sich, um mit Erika gemeinsam die Zukunft zu verbringen.

## Erscheinungstermine und abweichende Filmtitel
Der Film kam erstmals 29. April 1938 in die deutschen Kinos; im Berliner Capitol wurde er am 4. Mai 1938 aufgeführt. Weitere Erscheinungstermine (im Ausland) waren der 22. Juli 1938 in den USA (dort unter dem Titel Minor Love and the Real Thing), der 31. März 1939 in den Niederlanden (dort unter dem Titel Liefde Incognito), der 21. Juni 1939 in Spanien (dort unter dem Titel La señorita del avión), der 19. Juli 1939 in Ungarn (dort unter dem Titel Csodálatos szerelem) und der 24. November 1941 in Dänemark (dort unter dem Titel Hans Højhed forelsker sig). In Österreich wurde er unter dem Titel Stewardess im Luftexpress gezeigt.

## Produktionsnotizen
Heinz Ritter fotografierte die Darsteller auf dem Set. Carl W. Tetting leitete die Produktion. Die Dreharbeiten begannen am 20. September 1937 und endeten am 7. Februar 1938. Die Drehorte waren (neben anderen deutschen Flughäfen) der Flughafen in Berlin-Tempelhof, die italienische Gemeinde Portofino und Santa Margherita Ligure.